# География Мартиники
Мартиника — заморский департамент Франции, часть Малых Антильских островов. Состоит из одного крупного острова и множества мелких.
Площадь — 1128 км², длина береговой линии — 350 км. Среди Малых Антил Мартиника по площади уступает лишь Тринидаду.
К северу от Мартиники расположена Доминика, к югу — Сент-Люсия.
Остров горист и сложен преимущественно вулканическими породами. Берега Мартиники сильно изрезаны, у большинства бухт вход перегорожен рифами. Наиболее удобные для судоходства гавани расположены на западном побережье, в заливе Фор-де-Франс.
Холмистая равнина делит Мартинику на две части: южную невысокую (до 504 м) и северную, занятую в основном старыми вулканическими массивами, среди которых выделяется действующий и самый высокий вулкан Монтань-Пеле («Лысая гора»), высотой 1397 м. Этот вулкан стал широко известен в мире после катастрофического извержения в 1902 году, когда погибло население города Сен-Пьер (около 30 тысяч человек). К югу от Мон-Пеле расположен небольшой горный хребет Питон-дю-Карбе.
Мартиника бедна полезными ископаемыми. Они представлены в основном сырьём для производства стройматериалов. Обнаружены небольшие залежи марганцевых руд.
Тропические леса покрывают горные склоны Мартиники, хотя в последнее время их стало заметно меньше.
На Мартинике много рек, но все они незначительны по размерам, хотя в северной горной части острова есть и водопады.

## Климат
Климат острова тропический, пассатный. Среднемесячные температуры составляют от 24 до 27 °C при количестве осадков от 1500 до 2000 мм в год. Дождливый сезон длится с июля по ноябрь. В целом климатические условия благоприятствуют развитию сельского хозяйства и туризма, если не считать довольно частых ураганов, свойственных для Карибского региона.

## Галерея
- Монтань-Пеле
- Северный берег Мартиники
- Тропический лес на Мартинике
- Пляж